# Petter Hellsing
Petter Hellsing, född 1958, är en svensk konstnär. Han är son till Lennart Hellsing och Yvonne Lombard.
Petter Hellsing gick 1983–1989 på Konstfack och tilldelades Ester Lindahls stipendium 1997. Han har deltagit i flera internationella utställningar bland annat Flexible 4 Identities, Art Embroidery - A wide focus on new territories, Textile 05 Textil biennalen i Litauen och Pricked: Extreme Embroidery på Museum of Arts & Design i New York.